# Джон Гідер
Джонатан Джозеф (Джон) Гідер (англ. Jonathan Joseph «Jon» Heder; 26 жовтня 1977) — американський актор і сценарист. Прославився завдяки головній ролі в дебютному фільмі «Наполеон Динаміт», за яку отримав кінонагороду MTV Movie Awards за найкращий прорив року.

## Фільмографія
| Рік       |    | Українська назва              | Оригінальна назва            | Роль                                              |
| --------- | -- | ----------------------------- | ---------------------------- | ------------------------------------------------- |
| 2004      | ф  | Наполеон Динаміт              | Napoleon Dynamite            | Наполеон Динаміт                                  |
| 2005      | ф  | Між небом і землею            | Just Like Heaven             | Дерріл                                            |
| 2006      | мф | Будинок-монстр                | Monster House                | Реджинальд Скулінськи (голос)                     |
| 2006      | ф  | Запасні гравці                | The Benchwarmers             | Кларк Ріді                                        |
| 2006      | ф  | Школа негідників              | School for Scoundrels        | Роджер                                            |
| 2007      | ф  |                               | School for Scoundrels        | Lazer Tag Employee                                |
| 2007      | ф  | Леза слави                    | Blades of Glory              | Джиммі Макелрой                                   |
| 2007      | мф | Тримай хвилю!                 | Surf's Up                    | Ципа Джо (голос)                                  |
| 2007      | ф  |                               | Moving McAllister            | Орлі                                              |
| 2007      | ф  |                               | Mama's Boy                   | Джеффрі Макманнус                                 |
| 2008      | ф  |                               | Sockbaby 4                   | Манату                                            |
| 2010      | ф  | Одного разу в Римі            | When in Rome                 | Ланс                                              |
| 2012      | с  | Наполеон Динаміт              | Napoleon Dynamite            | Наполеон Динаміт (голос)                          |
| 2014      | с  | Як я зустрів вашу маму        | How I Met Your Mother        | Наршалл (епізод Vesuvius)                         |
| 2014      | с  | Легенда про Корру             | The Legend of Korra          | Рю (голос)                                        |
| 2014      | с  | Кларенс                       | Clarence                     | Ренді (голос)                                     |
| 2014      | с  | Черепашки Ніндзя              | Teenage Mutant Ninja Turtles | Наполеон Бонафрог (епізод The Croakin, голос)     |
| 2014      | ф  |                               | Reality                      | Денніс                                            |
| 2015      | с  | Зоряна принцеса проти сил зла | Star vs. the Forces of Evil  | Оскар Грісон (голос)                              |
| 2015      | ф  |                               | Walt Before Mickey           | Рой Олівер Дісней                                 |
| 2015—2018 | с  |                               | Pickle and Peanut            | Маринований огірок (голос)                        |
| 2016      | с  | Мотив                         | Motive                       | Мюррей Шульц (епізод The Vanishing Policeman)     |
| 2017      | мф | Тримай хвилю! 2               | Surf's Up 2                  | Ципа Джо (голос)                                  |
| 2017      | с  | Король Джулієн                | All Hail King Julien         | Щупальце (голос)                                  |
| 2022      | с  | Студія С                      | Studio C                     | Запрошений гість (епізод Special Guest Jon Heder) |